# Tebaide (Angelico)

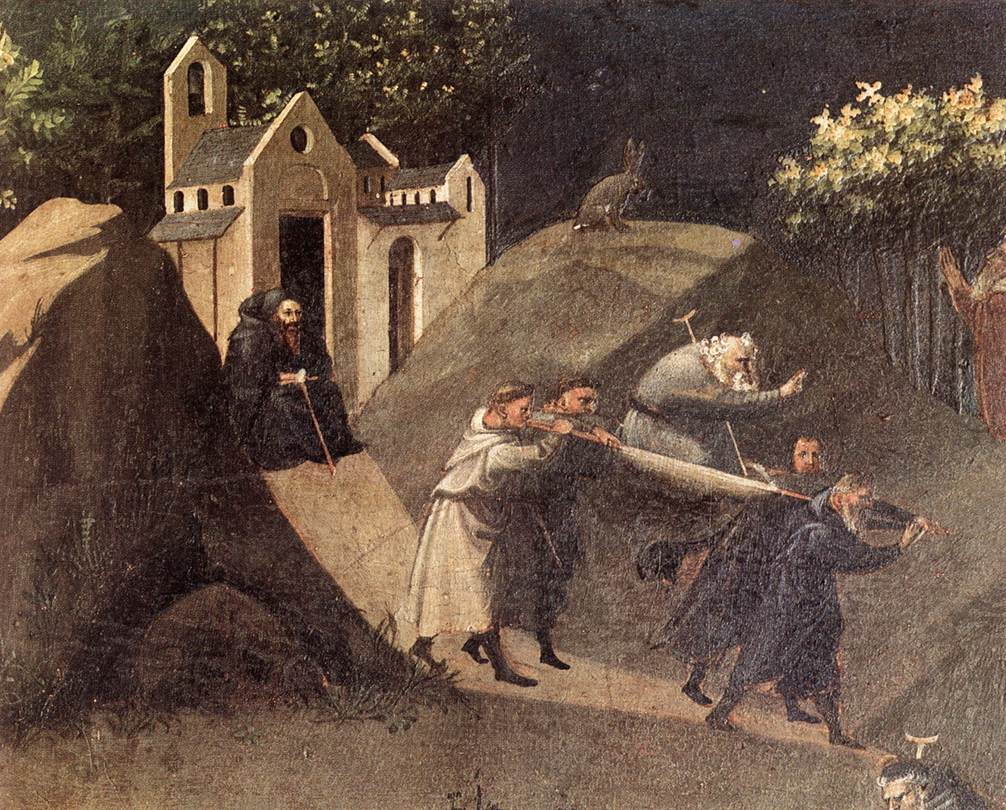
Dettaglio

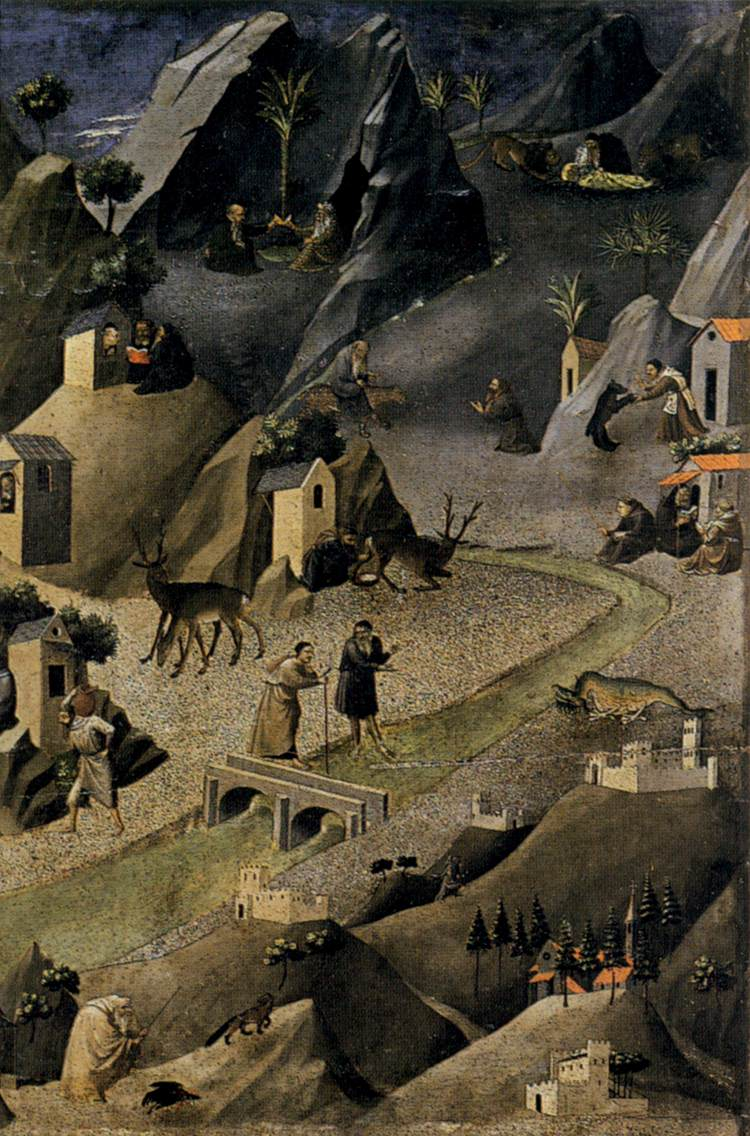
Dettaglio

La Tebaide è un dipinto a una tempera su tavola (73,5x208 cm) attribuito a Beato Angelico, databile al 1418-1420 circa e conservato al Museo di San Marco a Firenze.

## Storia
L'opera venne acquistata dalle Gallerie fiorentine nel 1780 dalla raccolta del pittore pisano di origine inglese Ignazio Hughford. È stata a lungo attribuita a Gherardo Starnina, per gli evidenti stilemi dell'arte tardogotica; il Lanzi propose anche il nome di Ambrogio Lorenzetti, collegandolo all'affresco del Camposanto di Pisa, all'epoca ritenuto del maestro senese invece che di Buonamico Buffalmacco.
Dalla fine del XIX secolo fu ripreso il nome dello Starnina (Rigoni, Gamba, Procacci), ma spesso messo in discussione. Fu Roberto Longhi a riferirlo per la prima volta all'Angelico scorgendovi elementi quattrocenteschi (certe importazioni prospettiche degli edifici che a quell'epoca solo Angelico era in grado di applicare) e collegandolo alla tavoletta "con storie dei santi padri" di mano dell'Angelico citata nell'inventario redatto dopo la morte di Lorenzo il Magnifico nel 1492. L'attribuzione del Longhi è quella che ha poi catalizzato la maggior parte dei consensi.

## Descrizione e stile
L'opera mostra con dovizia di particolari le vite dei Santi Padri nel deserto presso Tebe, prese dalla Historia religiosa seu ascetica vivendi ratio di Teodoreto. In un paesaggio montagnoso, ai confini con una riva marina popolata di barchette, brulica una serie di personaggi minuti che abitano i romitori dei monaci.
La scena, che si rifà a modelli trecenteschi, è priva di un punto focale preciso e si disarticola in un vibrante microcosmo di dettagli minuti, che invitano l'occhio a soffermarsi da un lato all'altro in cerca di particolari aneddotici e curiosi.
Per l'assenza di valori tipicamente rinascimentali, l'opera viene datata alla fase più giovanile dell'Angelico, la prima in assoluto conosciuta o una comunque tra le primissime, dipinta attorno al 1420, quando l'artista non aveva ancora preso i voti di frate.